# Garreta mombelgi
Garreta mombelgi là một loài bọ cánh cứng trong họ Bọ hung (Scarabaeidae).